# 朗伍德 (佛罗里达州)
朗伍德（英語：Longwood），是美国佛罗里达州塞米諾爾縣下属的一座城市。建立于1875年。面积约为14.5平方公里（约合5.6平方英里）。根据2010年美国人口普查，该市有人口13,657人。论人口在本州排行第131。